# Ten Days
Ten Days è il quarto album in studio del produttore britannico Fred Again. È stato pubblicato il 6 settembre 2024 tramite Atlantic Records e presenta le apparizioni di Obongjayar, Jozzy, Jim Legxacy, Sampha, Soak, Anderson .Paak, Chika, Duskus, Four Tet, Skrillex, Emmylou Harris, Joy Anonymous, the Japanese House e Scott Hardkiss.
Il 18 luglio 2024, il produttore ha annunciato di aver appena finito l'album.  Gibson ha spiegato che l'idea alla base del titolo dell'album è "dieci canzoni su dieci giorni". Ha inoltre ricordato le esperienze vissute l'anno precedente, dicendo che i momenti più memorabili derivano da "momenti intimi molto piccoli e tranquilli". L'album è uscito in vinile il 25 ottobre. Include i singoli "Adore U", "Ten" e "Places to Be".

## Tracce
1. .One – 0:30 (Fred Gibson, Henry Counsell, Berwyn Du Bois, Georgie Gibson, Minnie Gibson, Michael Gordon, Bridie Monds-Watson)
2. Adore U (con Obongjayar) – 3:40 (F. Gibson, Barney Lister, Mark Morales, Marco Parisi, Darren Robinson, Steven Umoh, Damon Yul Wimbley, Tobias Wincorn)
3. .Two – 0:10 (F. Gibson)
4. Ten (con Jozzy and Jim Legxacy) – 3:01 (F. Gibson, Jocelyn Donald, James Olaloye)
5. .Three – 0:15 (F. Gibson)
6. Fear Less (con Sampha) – 3:34 (F. Gibson, Kemani Duggan, Kieran Hebden, Philip Koutev, Hilko Nijhof, Sadiqur Rahman, Sampha Sisay, Cassiel Wuta-Ofei)
7. .Four – 0:09 (F. Gibson)
8. Just Stand There (con Soak) – 4:20 (F. Gibson, Ori Alboher, Gemma Doherty, Monds-Watson, Olaloye, Wincorn)
9. .Five – 0:15 (F. Gibson)
10. Places to Be (con Anderson .Paak and Chika) – 3:46 (F. Gibson, Brandon Paak Anderson, Lamont T. Butts, Benjy Gibson, Jane Chika Oranika, Tyshane Thompson, Winston L. Virgo)
11. .Six – 0:28 (F. Gibson)
12. Glow (con Duskus, Four Tet and Skrillex) – 7:33 (F. Gibson, Louis Curran, Hebden, Sonny Moore, Simon White)
13. .Seven – 0:31 (Ryan Beatty, Ethan Gruska)
14. I Saw You – 3:40 (F. Gibson, Counsell, Faisal Salah)
15. .Eight – 0:15 (F. Gibson)
16. Where Will I Be (con Emmylou Harris) – 3:20 (F. Gibson, Daniel Lanois, Giampaolo Parisi, M. Parisi)
17. .Nine – 0:19 (F. Gibson)
18. Peace U Need (con Joy Anonymous) – 5:44 (F. Gibson, Snoh Aalegra, Dante Bacote, Will Bloomfield, Counsell, Curran, Leon Michels, Nick Movshon, Ed Phillips, Nicole Wray)
19. .Ten – 0:29 (F. Gibson, Gordon)
20. Backseat (con the Japanese House and Scott Hardkiss) – 5:14 (F. Gibson, Amber Bain, Doherty, Scott Hard, kiss, Monds-Watson, G. Parisi, M. Parisi)